# Wieder Ärger mit Bernie
Wieder Ärger mit Bernie (Originaltitel Weekend at Bernie’s II) aus dem Jahr 1993 ist die Fortsetzung der schwarzen Komödie Immer Ärger mit Bernie von Ted Kotcheff aus dem Jahr 1989.

## Handlung
Der Film setzt die Abenteuer des ersten Teils fort, die die zwei Versicherungsangestellten, Larry Wilson und Richard Parker erlebten, als sie die Illusion vortäuschten, dass ihr gerade verstorbener Chef Bernie Lomax 
noch am Leben wäre.
Von ihrem erlebnisreichen Wochenende nach New York zurückgekehrt, liefern sie ihren toten Chef nun ordentlich in einem Leichenschauhaus ab. Dort sollen sie noch einige Fragen beantworten, Formulare ausfüllen und unterschreiben. Als angebliche Verwandte werden ihnen daraufhin die persönlichen Gegenstände des Toten ausgehändigt.
In der Firma zurück erhoffen sich Larry und Richard ein Lob des Direktors, doch dieser spricht den beiden ihre Kündigung aus, da sie seiner Ansicht nach in Bernies Betrügereien involviert waren. Von einem Mitarbeiter erwartet er, dass er das verschwundene Geld binnen zwei Wochen findet. Das versuchen auch die Leute des Syndikats. Da nur Bernie weiß, wo das Geld versteckt ist, suchen sie Rat bei einer Voodoomeisterin auf den Jungferninseln, die Bernie wieder zum Leben erwecken soll. Da die Entfernung zu groß ist, beauftragt sie ihre zwei Helfer  Charles und Henry nach New York zu reisen und den Zauber nach ihrer Anweisung auszuführen. Dort sitzen inzwischen Larry und Richard beisammen und planen ihrerseits eine Reise zu den Jungferninseln, denn Larry hat in Bernies Nachlass einen Schlüssel zu einem Bankschließfach auf der dortigen Insel gefunden.
Um den Zauber auszuführen, stehlen Charles und Henry Bernies Leiche aus dem Kühlraum und erwecken ihn nach der Voodoo-Anleitung. Allerdings entwischt ihnen das Huhn, das sie eigentlich schlachten müssen, und notgedrungen opfern sie eine Taube, die sie auf der Straße fangen. Nachdem sie alle Rituale ausgeführt haben, scheint der Zauber zu wirken: Sobald Bernie Musik hört, beginnt er in tänzerischem Schritt loszugehen, direkt auf das Versteck des Geldes zu. Verklingt die Musik, fällt Bernie wieder steif zu Boden. Bei dem Versuch, Bernie zu folgen, wird den beiden ihr Ghettoblaster gestohlen, und schließlich wird der leblose Bernie von der Polizei entdeckt und wieder ins New Yorker Leichenschauhaus gebracht.
Larry und Richard haben festgestellt, dass nur Bernie persönlich Zugang zu dem Schließfach hat. Das bringt sie auf die Idee Bernie mitzunehmen und ihn in bewährter Art und Weise für ihre Zwecke einzusetzen. Mit einem großen Koffer begeben sie sich ins Leichenschauhaus, um sich Bernie heimlich „auszuborgen“ und ohne Zwischenstopp auf die Jungferninseln zu reisen. In ihrem Apartment auf der Insel angekommen räumt Larry umgehend den Kühlschrank aus, damit er Bernie dort verstauen kann. Danach wollen sich beide mit den vielen hübschen Mädchen am Pool vergnügen. Zum Abend allerdings erklingt Tanzmusik und unweigerlich erwacht Bernie und macht sich auf den Weg zu seinem Geld. Richard und Larry sind so mit sich und den hübschen Frauen beschäftigt, dass sie Bernies Verschwinden, das sie sich nicht erklären können, erst am anderen Morgen bemerken. Sie können ihn wieder zurückbringen und platzieren ihn im Auto, um mit ihm zur Bank zu fahren. Dabei werden sie von Charles und Henry entdeckt, die inzwischen wieder auf der Insel zurück sind und Bernie kurzerhand entführen. Larry und Richard können Bernie erfolgreich zurückholen und betreten mit ihm die Bank. Es gelingt ihnen tatsächlich an das Schließfach zu gelangen, doch finden sie darin nur eine Karte mit Voodoosymbolen. Etwas enttäuscht versuchen sie jemanden zu finden, der ihnen die Bedeutung erklären kann. Darüber vergessen sie Bernie im Auto, der sich schon bald wieder selbständig macht, als er in einem vorbeifahrenden Wagen Musik hört. Bei der Suche nach ihm treffen die beiden Freunde auf Richard und Larry und erfahren nun die Geschichte mit dem Voodoozauber. Kurzerhand setzen sie Bernie Kopfhörer auf, so dass er ununterbrochen Musik hört, und so führt er seine „Verfolger“ direkt zu einer Schatzkiste, in der sich tatsächlich die gesuchten zwei Millionen Dollar befinden.

## Produktion
Der Film wurde 1992 auf dem US-amerikanischen Teil der Virgin Islands und in New York gedreht.

## Kritiken
„Ganz in Klamauk und Geschmacklosigkeiten abdriftende, inszenatorisch und schauspielerisch unterdurchschnittliche Fortsetzung eines makabren Filmspaßes.“

„Die miserable Leichenfledderei ist ziemlich witzlos und total überflüssig.“

## Sonstiges
- In der Folge Chuck Versus the First Kill der Serie Chuck findet sich ein ähnlicher Handlungsstrang.
- In der Folge Jeopardy der Serie Navy CIS findet sich ebenfalls ein sich an den Film anlehnender Handlungsteil.
- Weiterhin finden sich Anleihen in der Folge Grief Counseling und weiteren Ausgaben der TV-Serie Das Büro.
- In How I Met Your Mother wird der erste und der zweite Teil mehrfach erwähnt
- In der Episode Die Retourkutsche der Sitcom Seinfeld wird der Film ebenfalls erwähnt, als Kramer ihn sich in einer Videothek ausleiht.